# Onore di Peverel

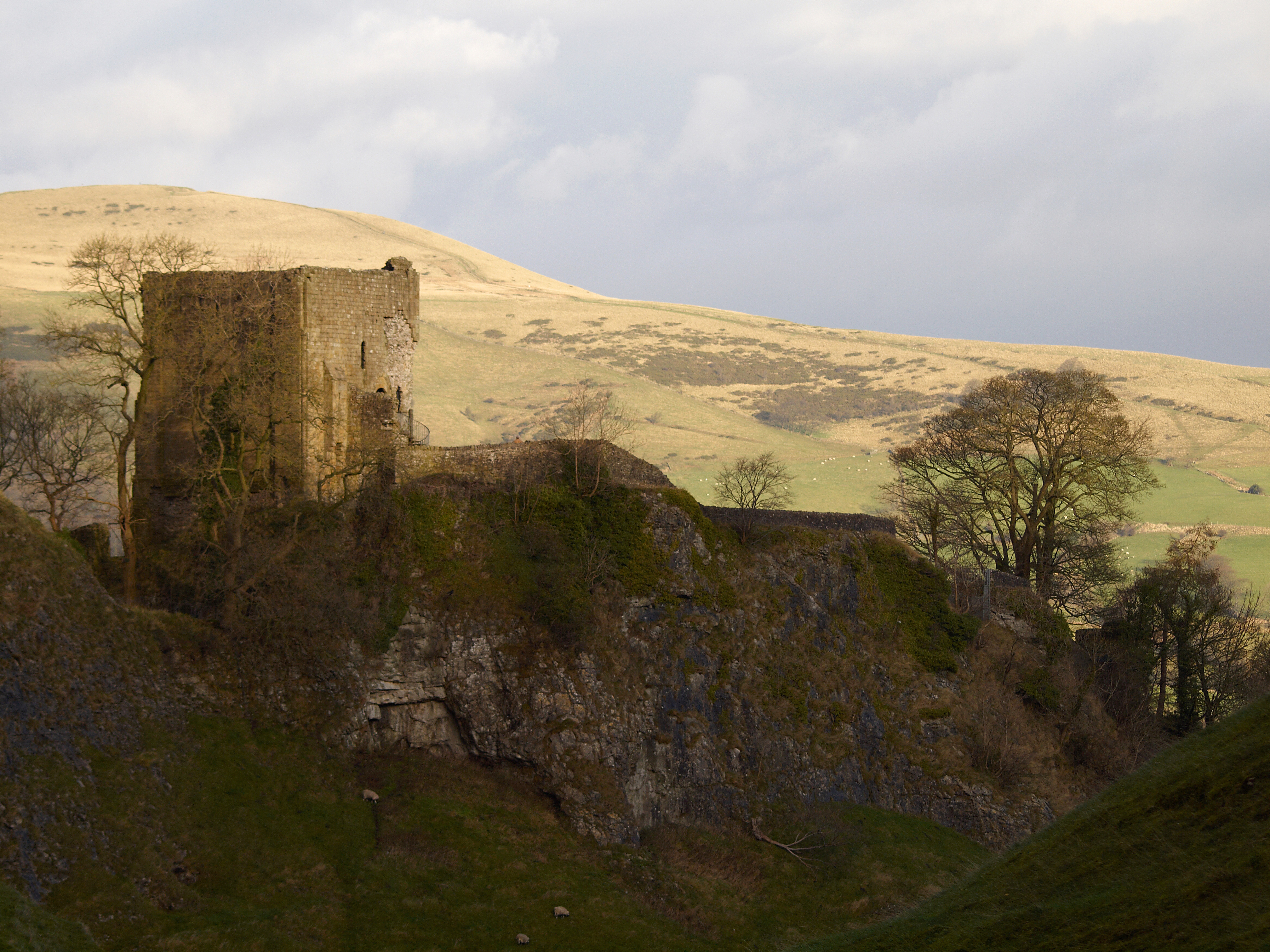
Peveril Castle (noto anche come Castleton Castle o Peak Castle), in principio il capoluogo dell'onore di Peverel, è ora un castello tardo-medioevale in rovina, che sovrasta il villaggio di Castleton nel Derbyshire

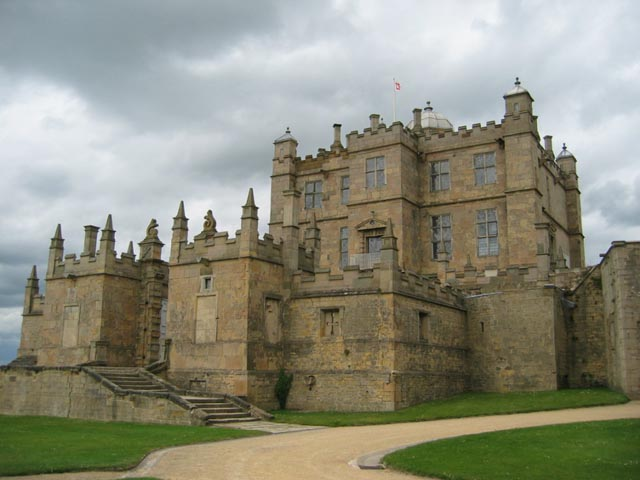
Bolsover Castle

L'onore di Peverel (in inglese Honour of Peverel, noto anche come Feudal Barony of the Peak) è un onore, cioè un insieme di manieri, dell'Inghilterra settentrionale, che comprendeva parte della baronia feudale storica posseduta dalla famiglia normanna Peverel. L'onore era stato assegnato a Guglielmo Peverel (circa 1050 - circa 1115) da Guglielmo il Conquistatore.
Gli storici ipotizzano che Peverel fosse figlio illegittimo di Guglielmo il Conquistatore, ma non vi sono prove evidenti di questo.
L'onore è registrato nel Domesday Book del 1086 e consisteva di vasti territori, comprendendo 162 manieri, tra i quali i principali erano:
- Castello di Bolsover - questo castello divenne la sede della famiglia Peverel
- Castello di Nottingham
- Castello di Codnor
- Pinxton
- Duston
- Peveril Castle a Castleton, nel Derbyshire
- Glapwell
- Eastwood, nel Nottinghamshire
- Langar Hall

Il figlio di William Peverel, Guglielmo Peverel il Giovane, ereditò l'onore, ma, accusato di tradimento dal re Enrico II, vi rinunciò e il re lo cedette quindi a Ranulph de Gernon, IV conte di Chester, che però morì prima di poterne prendere possesso.

## In letteratura
La storia dei Peverel costituì la base per la novella storica Peveril of the Peak, di Sir Walter Scott, ambientata nel XVII secolo e pubblicata nel 1823.